# ورزشگاه ایالت پنانگ
ورزشگاه ایالت پنانگ (انگلیسی: Penang State Stadium) یک ورزشگاه چند منظوره در باتو کاوان، سبرانگ پرای جنوبی، ایالت پنانگ، مالزی است. در حال حاضر از این ورزشگاه بیشتر برای برگزاری مسابقات فوتبال استفاده می‌گردد. ظرفیت استادیوم بالغ بر ۴۰٬۰۰۰ نفر است. این ورزشگاه به خاطر میزبانی از هشتمین دوره بازی‌های سوکما (بازی‌های مالزی) در سال ۲۰۰۰ ساخته شد. در سال ۲۰۰۷، این ورزشگاه میزبان بازی نهایی جام حذفی فوتبال مالزی بود. در مسابقه نهایی جام حذفی، تیم فوتبال کداح با نتیجه ۴–۲ در ضربات پنالتی برنده شد.